# I Gotta Make It
I Gotta Make It è l'album di debutto di Trey Songz, pubblicato nel 2005 sotto la Atlantic Records.

## Il disco
All'inizio l'album non ottenne abbastanza successo da entrare in top 20. È per questo che sono stati estratti solo due singoli e non di più: Gotta Make It, con il rapper Twista, e Gotta Go.
Nell'album è presente un remix di Gotta Make It, con la cantante soul Aretha Franklin e il rapper Juvenile.

## Tracce
1. A Messagge From Aretha
2. Gotta Make It (feat. Twista)
3. Cheat On You
4. Gotta Go
5. Ooo
6. All The Ifs
7. Ur Behind
8. From A Woman's Hand
9. Kinda Lovin'
10. Comin' For You
11. Just Wanna Cut (Prelude)
12. Just Wanna Cut
13. In The Middle
14. Make Love Tonight
15. Hatin Love
16. Gotta Go (Reprise)
17. I Gotta Make It (Remix) (feat. Aretha Franklin & Juvenile)